# Luminance énergétique
Pour les articles homonymes, voir Radiance (homonymie).
La luminance énergétique ou radiance (en anglais radiance),, est la puissance par unité de surface du rayonnement passant ou étant émis en un point d'une surface, et dans une direction donnée par unité d'angle solide. 
La luminance énergétique est une grandeur radiométrique dont l'équivalent en photométrie est la luminance.
Elle est une distribution angulaire dépendante en général de la position dans l'espace et du temps. Conformément à la définition d'une distribution il s'agit d'une quantité scalaire. Elle peut être vue comme la distribution associée à la moyenne temporelle du vecteur de Poynting.
La luminance décrit tout d'abord la propagation de photons. Elle est également utilisée pour les neutrinos en astrophysique, les neutrons en neutronique et les électrons, les protons ou certains ions en physique médicale.

## Généralités

### Phénomène mesuré
La luminance énergétique indique la manière dont sera vue la lumière émise par une surface donnée (en réflexion, transmission ou diffusion) par un système optique visant cette surface sous n'importe quel angle de vue. Dans cette configuration, l'angle solide pertinent est celui sous lequel est vu depuis la surface émettrice la pupille d'entrée du système optique. L’œil humain étant lui-même un système optique, la luminance énergétique (version énergétique de son alter ego en photométrie la luminance) est un bon indicateur de ce qu'un objet donné apparaîtra lumineux ou pas.

### Propriétés
Dans un système optique idéal (sans diffusion ni absorption), la luminance énergétique divisée par le carré de l'indice de réfraction est une grandeur physique invariante : c'est le produit de l'étendue géométrique d'un faisceau lumineux par l'énergie qui y est injectée. Cela signifie que pour un tel système optique, la radiance en sortie est la même que celle en entrée ; ce qui est parfois décrit par l'expression « conservation de la radiance »[réf. souhaitée]. De ce fait, si par exemple on agrandit une image au moyen d'un système de zoom, la puissance lumineuse de la scène sera diluée sur une surface plus grande, mais la luminance d'un point de l'image ainsi formée sera divisée en proportion. Pour un système optique réel, en revanche, la radiance ne peut que décroître à cause de la diffusion et des imperfections du système.

### Vocabulaire et notations: norme et usage
Les ouvrages de référence en anglais,,, utilisent le terme intensity ou radiative intensity pour la luminance et heat flux, radiative heat flux ou emissive power pour l'exitance.
Une recherche bibliographique sur le contenu du titre ou des mots-clés dans des revues spécialisées comme le Journal of Quantitative Spectroscopy & Radiative Transfer (JQSRT), le Journal of the Optical Society of America (JOSA A et B) ou Optics Express montre le résultat suivant :
|           | JQSRT | JOSA A | JOSA B | Optics Express |
| intensity | 1862  | 1691   | 2457   | 5682           |
| radiance  | 274   | 94     | 2      | 116            |
| exitance  | 0     | 1      | 1      | 2              |
La norme n'est que rarement respectée. Une conséquence de l'usage de intensity pour la luminance est que le terme radiant intensity pour l’intensité énergétique Ie n'est jamais utilisé. Ceci témoigne en creux du faible intérêt de cette quantité.
Dans les ouvrages en français le terme luminance est généralement respecté dans le domaine de l'ingénierie mais le mot intensité est encore très utilisé dans le domaine de la physique[Interprétation personnelle ?]. L'adjectif énergétique est omis dans tous les cas : quand on[Qui ?] traite d'un sujet radiométrique il n'est pas utile de rappeler que l'on ne se situe pas dans le domaine photométrique[pas clair].
On trouve parfois la luminance écrite sous forme de vecteur, aligné suivant la direction d'émission {\displaystyle \Omega }. Cette quantité est en fait {\displaystyle \Omega L_{e}}[pas clair].

### Luminance énergétique spectrale
La luminance ci-dessus[pas clair] correspond à la densité angulaire de flux pour l'ensemble du spectre électromagnétique. On peut de la même façon définir une luminance spectrale (ou spectrique), qui est la distribution de la luminance par rapport au spectre électromagnétique.
La valeur de la luminance spectrale se calcule en restreignant la luminance à un intervalle élémentaire dp, où p est une variable quelconque caractérisant la position spectrale : longueur d'onde λ, nombre d'onde λ-1, fréquence ν = cλ-1, énergie hν, énergie réduite hν / (mec2), etc. Le choix de p est arbitraire : la quantité Le(p) dp est indépendante du choix effectué puisqu'elle traduit l'énergie dans cet intervalle spectral. Par contre la valeur numérique de Le et son unité en dépend.

## Caractérisation

### Luminance et intensité énergétique
La luminance est reliée à l'intensité énergétique par la relation
{\displaystyle \mathrm {d} I_{e}=L_{e}\,\mathrm {d} S\cos \theta }
Où θ est l'angle entre la normale de la surface élémentaire émettrice d'aire élémentaire dS et la direction considérée, et dIe l'intensité énergétique élémentaire de cette surface.
Si la luminance est isotrope l'intensité élémentaire varie comme cos θ : elle est orthotrope de révolution (en abrégé, « de révolution »). C'est la « loi cosinus de Lambert ».
La puissance élémentaire dP émise est donc :
{\displaystyle \mathrm {d} P=L_{e}\cos \theta \,\mathrm {d} \Omega \,\mathrm {d} S}
Si on utilise les coordonnées sphériques avec l'axe z normal à l'élément de surface, {\displaystyle \theta } est l'angle de colatitude (ou zénithal). On nomme {\displaystyle \phi } l'angle azimutal (ou longitude). Alors
{\displaystyle \mathrm {d} \Omega =\sin \theta \,\mathrm {d} \theta \,\mathrm {d} \phi }

### Luminance et exitance énergétique
L'exitance représente le flux d'énergie par unité de surface émis par une surface élémentaire dans toutes les directions :
{\displaystyle M_{e}=\int _{2\pi }L_{e}\,\cos \theta \,\mathrm {d} \Omega =\int _{0}^{2\pi }\int _{0}^{\pi }L_{e}(\theta ,\phi )\sin \theta \cos \theta \,\mathrm {d} \theta \,\mathrm {d} \phi }
Si la luminance est isotrope l'exitance s'écrit :
{\displaystyle M_{e}=2\pi L_{e}\int _{0}^{\pi }\cos \theta \sin \theta \,\mathrm {d} \theta =2\pi L_{e}\int _{-1}^{1}\mu \,\mathrm {d} \mu =0}
avec μ = cos θ. L'énergie étant également redistribuée dans tout l'espace, il n'y a pas de transport de celle-ci : le flux est nul.
Notons que cette intégrale est réduite à un demi-espace lorsqu'on a affaire à une surface physique opaque,,, ou que l'on s'intéresse à une condition aux limites (flux entrant ou sortant d'un volume d'espace élémentaire). Alors, dans le cas d'une distribution isotrope on obtient la loi de Lambert
{\displaystyle M_{e}=2\pi L_{e}\int _{0}^{1}\mu \mathrm {d} \mu =\pi L_{e}}
Remarque
On trouve dans divers ouvrages, les expressions suivantes
{\displaystyle \mathrm {d} M_{e}=L_{e}\cos \theta \,\mathrm {d} \Omega \quad \Rightarrow \quad L_{e}={\frac {1}{\cos \theta }}{\frac {\mathrm {d} M_{e}}{\mathrm {d} \Omega }}}
La première expression est incorrecte : {\displaystyle \mathrm {d} \Omega } et {\displaystyle \mathrm {d} M_{e}} sont des scalaires alors que {\displaystyle L_{e}} est une distribution.
La seconde expression suggère que la dérivée de {\displaystyle M_{e}} par rapport à {\displaystyle \Omega } permet de remonter à la luminance. Une telle opération est impossible, l'exitance étant indépendante de {\displaystyle \Omega }.

## La luminance en physique

### Transfert radiatif
La luminance énergétique (spectrale ou non) est la variable de base pour les problèmes de transfert radiatif dans un milieu quelconque : elle est régie par une équation cinétique nommée équation de Boltzmann par analogie avec la théorie cinétique des gaz. La résolution de cette équation est rendue difficile par la dimensionnalité du problème : la luminance est en général fonction de sept variables (trois d'espace, une de temps, deux d'angle, une spectrale).
Une luminance joue un rôle particulier en physique, c'est celle du corps noir. Elle est isotrope et sa répartition spectrale est donnée par la loi de Planck.

### Optique géométrique
Le transfert radiatif s'adresse essentiellement aux milieux absorbants, diffusifs ou émissifs qualifiés de « participatifs ». Dans les cas où la propagation se fait sans ces phénomènes de volume[Quoi ?] on est dans le domaine de l'optique géométrique où il est possible de décrire certains phénomènes stationnaires de propagation de manière analytique, le problème n'étant plus dépendant que des variables d'espace.
Lorsque le milieu est homogène on sait résoudre les problèmes géométriques liés à la propagation, ce qui conduit aux notions d'étendue de faisceau ou de facteur de forme. Le problème est plus compliqué en milieu non homogène où il faut résoudre l'équation eikonale pour connaître la trajectoire d'un rayon.

### Surfaces
Les problèmes à résoudre sont le plus souvent limités par des surfaces opaques qu'il faut caractériser. Cela concerne l'émission et l'absorption, la réflexion, simple ou définie par une réflectivité bidirectionnelle.
Dans le cas de l'interface entre deux milieux d'indices différents il faut généraliser la loi de Fresnel à la luminance.